# Kavurmaçukuru, Aşkale
Kavurmaçukuru là một xã thuộc huyện Aşkale, tỉnh Erzurum, Thổ Nhĩ Kỳ. Dân số thời điểm năm 2011 là 356 người.